# Стрекоза обыкновенная
Стрекоза обыкновенная, или сжатобрюх обыкновенный (лат. Sympetrum vulgatum) — вид стрекоз из рода Sympetrum. Один из обычных видов стрекоз региональной фауны.

## Описание
Размах крыльев достигает 6 см. Длина переднего крыла 33—37 мм, заднее крыло 24—29 мм, длина брюшка — 22—28 мм. Брюшко сильно уплощено и расширено. В основании крыла расположено большое тёмно-коричневое пятно (стигма), в остальной части мембрана крыла прозрачная. Задний край переднегруди имеет большой, почти вертикальный выступ, несущий бахромку из длинных волосков. Вдоль швов на груди хорошо развиты линии чёрного цвета. Чёрная поперечная полоса, проходящая между теменем и лбом, спускается вниз вдоль внутреннего края глаз. Ноги чёрного цвета, с жёлтой полосой снаружи. Большие охристо-жёлтые пятна на основании крыльев отсутствуют. 

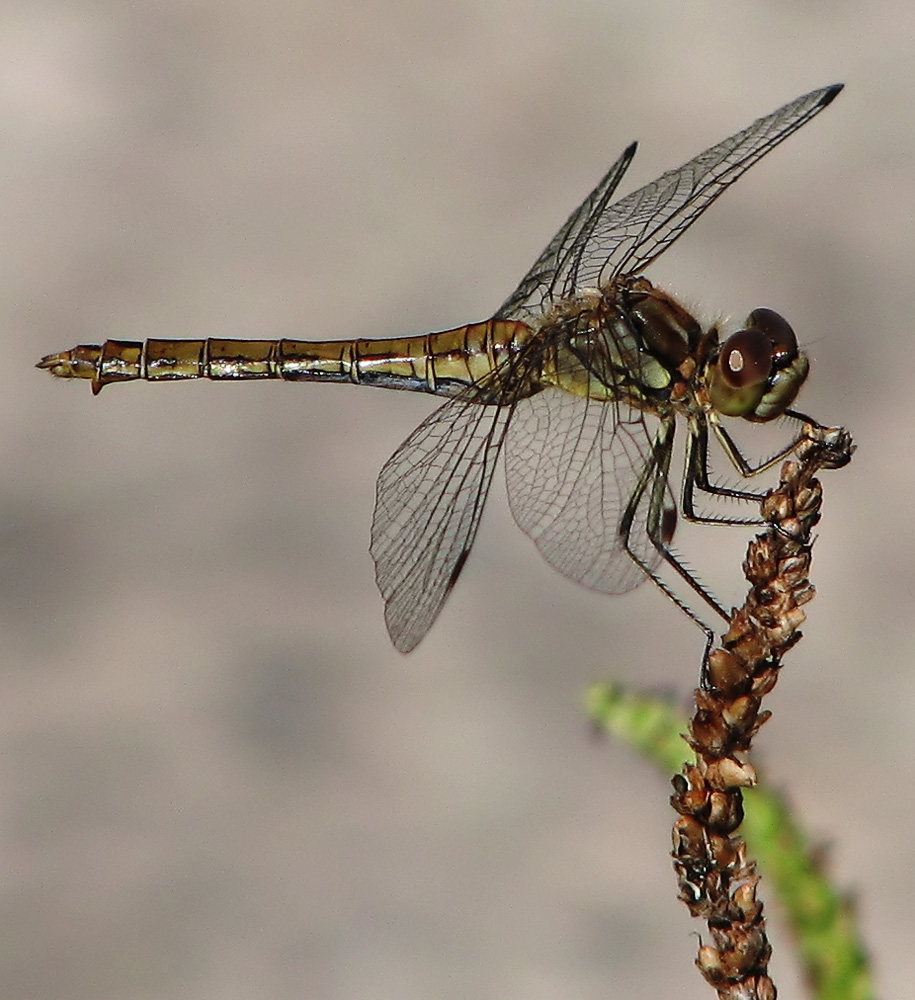
Самка

Половой диморфизм проявляется в окраске самцов и самок. У самцов бока груди красного цвета, с тремя широкими чёрными полосами, брюшко красного цвета, с чёрной боковой полосой. У самок бока груди жёлто-бурого цвета, с 3 широкими чёрными полосами; брюшко бурое, с чёрной боковой полосой.

## Ареал
Транспалеарктический вид. Европа, Сибирь, Дальний Восток, Передняя и Центральная Азия, Северная Африка. Время лёта: начало июля — начало октября.

## Жизненный цикл
Самку при откладывании яиц сопровождает самец, после покидает её, но не улетает, а держится позади неё или летает вокруг. Яйца откладываются самкой в прибрежный ил, сырую землю у воды и в саму воду. Яйца зимуют.
Тело нимфы слабоволосатое, длиной 17—19 мм. Окраска нимфы варьирует от тёмно-серой, серовато-зелёной до красновато-коричневой, с пёстрым рисунком. Населяет стоячие и медленно текущие водоёмы: заводи рек, озера, болотца, лужи, карьеры, предпочитая водоемы с чистой водой, сильно заросшие растительностью, а также травяные болота и топи. Развитие длится 1 год. Имаго встречаются также на дорогах пойменных лугов.